# Relations entre la Slovaquie et l'Union européenne
Les relations entre la Slovaquie et l'Union européenne sont des relations verticales impliquant l'organisation supranationale et un de ses États membres. L’Union européenne reste la priorité de la diplomatie slovaque.

## Historique

### Phase d'adhésion
La Slovaquie a rejoint le premier groupe des pays adhérents et clôturé les négociations lors du Conseil européen de Copenhague, les 13 et 14 décembre 2002. Elle a signé le traité d'adhésion le 16 avril 2003 à Athènes et l'a ratifié massivement (plus de 92 % de oui) lors du référendum des 16 et 17 mai 2003. Son adhésion est devenue effective le 1er mai 2004.

## Positionnement
La Slovaquie a ratifié le traité de Lisbonne le 10 avril 2008 (par 103 voix contre 5).
La Slovaquie soutient en particulier la poursuite de la politique européenne de voisinage et souhaite prendre une part active dans la PESC et la PESD. Elle est attentive aux aspects concrets des politiques de l’Union européenne : budget européen, liberté de circulation des personnes, économie de la connaissance, culture et éducation, énergie, etc.

## Sources

## Compléments